# کرتین ویدلیش
کرتین ویدلیش (انگلیسی: Chrétien Waydelich؛ زادهٔ ۲۸ نوامبر ۱۸۴۱ - درگذشته نامشخص) بازیکن کروکت اهل فرانسه است.